# Irisbus Citelis 12
Irisbus Citelis 12 – niskopodłogowy autobus miejski produkowany od 2005 roku przez francuski koncern Irisbus.

## Historia modelu
Irisbus Citelis został zaprezentowany oraz wprowadzony do produkcji w 2005 roku, jako następca produkowanego w latach 1995–2005 niskopodłogowego autobusu miejskiego Irisbus Agora 12M. Citelis nie był nowym modelem lecz jedynie modernizacją swojego poprzednika. Charakterystycznym elementem odróżniającym Citelisa od Agory była nowa, zaprojektowana specjalnie dla tego modelu ściana czołowa.

Do napędu autobusu przewidziano silniki Diesla Iveco F2BE0682D o mocy 245 KM lub Iveco F2BE0682C o mocy 290 KM. Obydwie jednostki napędowe spełniały normę czystości spalin Euro 3. Oficjalnie, 19 października 2005 r podpisało umowę z paryskim RATP na 871 pojazdów Citelis Line w okresie 2006 - 2009 r, z czego 506 zostało przewidzianych jako opcjonalna realizacja w przyszłości. Od końca 2006 roku stosowane były silniki Iveco F2BE1682D (245 KM) oraz Iveco F2BE1682C (290 KM), które spełniały normę EEV. Silniki te zblokowane są z automatycznymi skrzyniami biegów firm ZF lub Voith. W ofercie koncernu znajdowała się również odmiana z silnikiem na gaz CNG. Produkcja Citelisa ulokowana została w największej fabryce koncernu w miejscowości Annonay we Francji, natomiast pojazdy przeznaczone na rynek Czech i Słowacji montowane były, z wykorzystaniem francuskich komponentów w czeskich zakładach "Iveco Czech Republic" (dawniej Karosa) w mieście Vysoké Mýto. Produkcję zakończono w 2013 roku.